# 廣莫風
廣莫風，是中国古代概念八風之一，亦即北風。許慎《說文解字‧風部》中提到：「風，八風也：東方曰明庶風，東南曰清明風，南方曰景風，西南曰涼風，西方曰閶闔風，西北曰不周風，北方曰廣莫風，東北曰融風。」此「八風」與佛家所指的「八風」（稱、譏、毀、譽、利、衰、苦、樂）是完全不同的範疇。
「廣莫」亦泛指北方，魏晉時代的洛陽城及東晉首都建康城的北門就名為「廣莫門」。
傳說古代四凶之一的窮奇是「廣莫風之所生」。

## 主要參考資料
- 《說文解字‧風部》
- 《淮南子‧天文訓》
- 《春秋考異》（劉孝標著）
- 《資治通鑑‧晉紀》
- 《資治通鑑‧宋紀》